# وادی لوسیل
وادی لوسیل یک منطقهٔ مسکونی در قطر است که در شهرداری الضعاین واقع شده‌است. وادی لوسیل ۳۱٫۷ کیلومتر مربع مساحت دارد ۹ متر بالاتر از سطح دریا واقع شده‌است.